# Huppe de Madagascar
Upupa marginata
Espèce
Statut de conservation UICN

 LC  : Préoccupation mineure
La Huppe de Madagascar (Upupa marginata) est une espèce d'oiseaux appartenant à la famille des Upupidae. D'après Alan P. Peterson, c'est une espèce monotypique.

## Répartition
Cet oiseau peuple Madagascar.